# Désiré Maroille

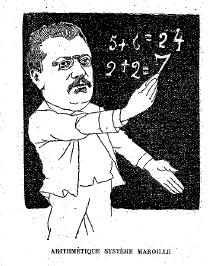
Karikatuur van Désiré Maroille gepubliceerd in "Nouveau Bilan Rouge" le petit belge. ca. 1895.

Aurèle Désiré Maroille (Frameries, 23 november 1862 - Heer-Agimont, 12 juli 1919) 
was een Belgische politicus voor de BWP.

## Levensloop
Maroille groeide op in een katholiek gezin en verloor op tweejarige leeftijd zijn vader in een arbeidsongeval. Ondanks zijn goede schoolresultaten ging hij op zijn elfde aan de slag als mijnwerker, om het familiale budget te ondersteunen. In 1877 werd hij vervolgens handelsreiziger bij zijn oom. In 1880, toen Maroille geëvolueerd was tot een atheïst en socialistisch militant, werd hij daar ontslagen. Daarna werd hij krantenventer voor de socialistische krant La Voix de l'ouvrier van Louis Bertrand. Later verkocht Maroille ook exemplaren van het socialistische orgaan Le Peuple en werd hij een van de leiders van de lokale mijnwerkersvakbond Union ouvrière in Frameries, die in 1892 opging in de mede door hem opgerichte lokale mijnwerkersfederatie.
Hij behoorde tot een van de organisatoren van de grote algemene stakingen van 1885 en 1886 in de Borinage en in 1885 was hij aanwezig op het stichtingscongres van de Belgische Werkliedenpartij. In september 1885 was hij medeoprichter van de coöperatieve bakkerij Union – Progrès - Économie in Frameries, waarvan Maroille secretaris en daarna gedelegeerd bestuurder was. De bakkerij werd algauw een succes en in 1886 werd er een mutualiteit aan toegevoegd. Later volgden nog een fanfare (1888), een vrijdenkersvereniging (1894), een koor (1896), een socialistische jongerenvereniging (1900) en een volkshuis (1905), waar een café, een feestzaal en vergaderzalen gevestigd waren.
Niet akkoord met het feit dat de Belgische Werkliedenpartij niet instemde met het uitroepen van een onmiddellijke algemene staking om het algemeen stemrecht te bereiken, richtte advocaat Alfred Defuisseaux in 1887 de Parti Socialiste Républicain op. Ook Maroille sloot zich aan bij deze partij, vertegenwoordigde de Borinage in het Centraal Comité van deze partij en groeide uit tot de vertrouwensman van Defuisseaux. De PSR organiseerde verschillende kleinere stakingen in de Centre en de Borinage en in december 1888 riep een congres van de PSR de algemene staking uit, waarbij plannen werd gesmeed om de stakingen gewelddadig te laten verlopen. Enkele dagen later werd Maroille samen met enkele andere leiders van de partij gearresteerd voor het oproepen tot geweld en het voeren van een complot om de Belgische staat omver te werpen. In mei 1889 moest hij samen met 26 andere beschuldigden verschijnen voor het hof van assisen in Bergen. Tijdens het proces, dat de geschiedenis zou ingaan als de zaak van het 'groot complot', bleek echter dat de plannen voor een gewelddadige staking waren opgezet door infiltranten van de Staatsveiligheid, om de PSR in diskrediet te brengen en een aanleiding te creëren om de socialistische leiders te arresteren, met als gevolg dat alle beschuldigden werden vrijgesproken. De infiltratie door de Staatsveiligheid legde de organisatorische zwakte van de PSR bloot en onder impuls van Maroille sloot de PSR-federatie van de Borinage zich in augustus 1889 opnieuw aan bij de Belgische Werkliedenpartij, alvorens beide partijen in maart 1890 officieel werden herenigd. Vervolgens was hij een van de oprichters van de socialistische federatie van de Borinage. Tot aan zijn dood was hij voorzitter van het uitvoerend comité van de BWP-federatie in de Borinage.
Maroille was betrokken bij verschillende publicaties die Alfred Defuisseaux financierde om zijn gedachtegoed te verspreiden, als verantwoordelijk uitgever van La Liberté (1888-1889), La Bataille (1889-1890) en Suffrage Universel (1890-1902). Net als Defuisseaux was Maroille een voorstander van algemeen stemrecht en van het republicanisme, maar koppelde hij deze in het programma van socialistische partij aan specifieke sociale eisen voor de mijnwerkers, die met name in Henegouwen de belangrijkste militanten van de partij waren. In 1886 nam hij als vertegenwoordiger van de arbeiders deel aan de werkzaamheden van de Commissie van de Arbeid, die de arbeidsomstandigheden in verschillende industriële sectoren moest onderzoeken. Hij groeide tot een van de belangrijkste socialistische militanten in de regio en in 1893 slaagde hij er met de socialistische federatie van de Borinage in om alle mijnwerkersvakbonden in de streek te verenigen in een algemene vakbond voor mijnwerkers in de Borinage, die onder leiding kwam te staan van Henri Roger. Deze vakbond nam in juni 1893 deel aan de stakingen die het algemeen meervoudig stemrecht afdwongen, maar viel kort daarna uit elkaar. Aanleiding hiervoor waren enkele lokale stakingen die op een mislukking uitdraaiden en interne verdeeldheid over de koers van de vakbond: Henri Roger zag er vooral een instrument in om stakingen te organiseren, terwijl Maroille vond dat de vakbond arbeiders de financiële middelen moest aanreiken om sociale veranderingen af te dwingen.
In oktober 1894, bij de eerste wetgevende verkiezingen volgens het algemeen stemrecht voor mannen, werd hij in het arrondissement Bergen verkozen tot een der eerste socialistische volksvertegenwoordigers, samen met de broers Alfred en Léon Defuisseaux, Alphonse Brenez, Arthur Bastien en Henri Roger. Hij bleef in de Kamer zetelen tot aan zijn overlijden in juli 1919. Hij was er vooral actief als de woordvoerder van de mijnwerkers en gold als een ijverig parlementslid, dat zich niettemin eerder op de achtergrond hield. Andere zaken waarover hij tussenbeide kwam, waren vraagstukken over arbeid, zoals gezondheid op het werk, de arbeidsinspectie, de arbeidsduur en de invoer van verplichte vakantiedagen. 
In 1889 was hij een van de oprichters van de regionale Federatie van Mijnwerkers in de Borinage, waarvan Maroille de secretaris was. In deze hoedanigheid zetelde hij ook in het nationaal comité van de Nationale Federatie van Mijnwerkers. Tot 1909 was hij secretaris-generaal van deze vakbondsfederatie, die in mei 1919 herdoopt werd tot de Nationale Centrale der Mijnwerkers van België, waarvan Maroille tot de eerste voorzitter werd verkozen, een functie die hij vervulde tot aan zijn overlijden twee maanden later. Maroille verdedigde de belangen van mijnwerkers eveneens in het in 1901 opgerichte maandblad L'Ouvrier Mineur, waarvan hij medeoprichter was en als medewerker bijdragen aan verleende. In 1899 was hij tevens oprichter van de coöperatieve drukkerij van Cuesmes, waar L'Ouvrier Mineur van de persen rolde, en in 1904 was hij medestichter van het coöperatieve persagentschap La Presse socialiste boraine.
Op lokaal politiek niveau werd Maroille in 1890 verkozen tot gemeenteraadslid van Frameries. Bij de gemeenteraadsverkiezingen van 1895 werd een coalitie van liberalen en socialisten gevormd en begin 1896 werd hij voorgedragen als eerste schepen en dienstdoend burgemeester. Omdat hij als socialist weigerde de eed van trouw aan de koning af te leggen, werd hij derhalve niet bij koninklijk besluit benoemd en kon hij enkel dienstdoend burgemeester zijn. Pas na de Eerste Wereldoorlog, slechts enkele weken voor zijn dood, werd Maroille uiteindelijk benoemd tot burgemeester van Frameries. Als dienstdoend burgemeester bekommerde Maroille zich over de modernisering van zijn gemeente, in het bijzonder met de oprichting van een gemeenteschool, een school voor huisvrouwen en een school voor volwassenenonderwijs en de modernisering van de wegen en de publieke ruimte. Tijdens de Eerste Wereldoorlog richtte Maroille in Frameries een pluralistisch hulpcomité voor soldatenvrouwen op  en organiseerde hij de bevoorrading van zijn gemeente. Om die reden zetelde hij ook in het bestuurscomité van de Henegouwse afdeling van het Nationaal Hulp- en Voedingskomiteit, was hij ondervoorzitter van de regionale afdeling van deze instantie in de Borinage en voorzitter van het lokale comité in Frameries.
Hij was ook actief in de Waalse Beweging. Emile Vandervelde noemde hem "een uitgesproken Waalsgezinde", die zeer vijandig stond tegenover de eisen van de Vlaamse Beweging. Zo onthield hij zich bij de stemming over de wet Cooreman-Devriendt, waarbij het Nederlands de tweede officiële taal werd in België. Na het Waals Congres van 1912, waarop hij de Borinage vertegenwoordigde, behoorde hij tot de stichters van de Assemblée wallonne, het informele Waals parlement.
In de gemeente Frameries werd een straat tot Rue Désiré Maroille gedoopt en werd een monument voor hem opgericht.